# گروه کانکت
گروه کانکت (انگلیسی: Connect Group) شرکت خوشه‌ای بریتانیایی است، که در سال ۲۰۰۶ تأسیس شد.